# 2019年南亞運動會羽毛球比賽
2019年南亞運動會羽毛球比賽為第13屆南亞運動會的其中一項競賽項目，共產生七面金牌；賽事於2019年12月1日至12月6日在尼泊爾博卡拉舉行，總計7個國家共94位選手與賽。

## 獎牌統計

### 國家獎牌榜
*   主办国家/地区（尼泊尔）
| 排名                     | 国家 / 地区              | 金牌 | 銀牌 | 銅牌 | 总计 |
| ------------------------ | ------------------------ | ---- | ---- | ---- | ---- |
| 1                        | 印度（IND）              | 6    | 2    | 2    | 10   |
| 2                        | 斯里兰卡（SRI）          | 1    | 5    | 3    | 9    |
| 3                        | 尼泊尔（NEP）*           | 0    | 0    | 5    | 5    |
| 4                        | 巴基斯坦（PAK）          | 0    | 0    | 3    | 3    |
| 5                        | （BAN）                  | 0    | 0    | 1    | 1    |
| 总计（共5个国家 / 地区） | 总计（共5个国家 / 地区） | 7    | 7    | 14   | 28   |

### 項目獎牌榜
| 項目             | 金牌 | 银牌 | 铜牌 |
| 男子團體（詳細） | 印度（IND） · 阿倫·喬治 · 杜鲁夫·卡皮拉 · 斯里坎特·基达姆比 · 克利什那·普拉薩德·加拉加 · 桑亞姆·舒克拉 · 蘇密特·雷迪 · 阿里亞曼·坦頓 · 西里爾·維爾馬    | 斯里兰卡（SRI） · 奇爾山·丹努什卡 · 洛卡納·德席爾瓦 · 薩欽·迪亞斯 · 馬杜卡·杜蘭賈納 · 布萬尼卡·古尼特希爾卡 · 哈斯塔·查納卡 · 迪奴卡·卡魯納拉特納 · 蘭圖什卡·薩辛杜     | 巴基斯坦（PAK） · 穆拉德·阿里 · 穆罕默德·阿提克 · 拉賈·穆罕默德·哈斯奈 · 穆罕默德·穆蓋特·塔希爾 · 阿瓦伊斯·扎希德                                                                          |
| 男子團體（詳細） | 印度（IND） · 阿倫·喬治 · 杜鲁夫·卡皮拉 · 斯里坎特·基达姆比 · 克利什那·普拉薩德·加拉加 · 桑亞姆·舒克拉 · 蘇密特·雷迪 · 阿里亞曼·坦頓 · 西里爾·維爾馬    | 斯里兰卡（SRI） · 奇爾山·丹努什卡 · 洛卡納·德席爾瓦 · 薩欽·迪亞斯 · 馬杜卡·杜蘭賈納 · 布萬尼卡·古尼特希爾卡 · 哈斯塔·查納卡 · 迪奴卡·卡魯納拉特納 · 蘭圖什卡·薩辛杜     | 尼泊尔（NEP） · 吉萬·阿查里亞 · 普林斯·達哈爾 · 迪佩什·達米 · 蘇尼爾·喬希 · 比什努·卡特瓦爾 · 普拉富·馬哈詹 · 比卡什·什雷斯塔 · 納賓·什雷斯塔 · 拉特納吉特·塔芒 · 薩揚·克里希納·塔姆拉卡爾 |
| 女子團體（詳細） | 印度（IND） · 阿什米塔·查利哈 · 賽·烏特吉塔·勞·楚卡 · 庫胡爾·加爾格 · 蓋亞特里·戈比昌德 · 梅加納·傑坎普迪 · 阿卡希·卡夏普 · 斯基·雷迪 · 安諾舒卡·帕雷克 | 斯里兰卡（SRI） · 哈西尼·安巴朗加奇 · 卡文迪卡·德席爾瓦 · 迪爾米·迪亞斯 · 蒂利妮·亨達赫瓦 · 阿奇尼·拉特納西里 · 卡文迪·西麗萬內奇 · 烏普里·韋拉辛格 · 哈薩拉·維賈亞拉納 | 巴基斯坦（PAK） · 塞赫拉·阿克拉姆 · 帕瓦莎·巴希爾 · 胡瑪·賈維德 · 布希拉·凱尤姆 · 加扎拉·西迪克 · 瑪胡爾·沙扎德                                                                            |
| 女子團體（詳細） | 印度（IND） · 阿什米塔·查利哈 · 賽·烏特吉塔·勞·楚卡 · 庫胡爾·加爾格 · 蓋亞特里·戈比昌德 · 梅加納·傑坎普迪 · 阿卡希·卡夏普 · 斯基·雷迪 · 安諾舒卡·帕雷克 | 斯里兰卡（SRI） · 哈西尼·安巴朗加奇 · 卡文迪卡·德席爾瓦 · 迪爾米·迪亞斯 · 蒂利妮·亨達赫瓦 · 阿奇尼·拉特納西里 · 卡文迪·西麗萬內奇 · 烏普里·韋拉辛格 · 哈薩拉·維賈亞拉納 | 尼泊尔（NEP） · 索巴·高昌 · 阿米塔·吉里 · 傑西卡·古隆 · 妮塔·拉姆薩爾 · 拉西拉·馬哈詹 · 阿努·瑪雅·拉伊 · 西塔·萊 · 希瑪·拉傑萬希 · 普加·什雷斯塔 · 南薩爾·塔芒                             |
| 男子單打（詳細） | 西里爾·維爾馬 · 印度（IND） | 阿里亞曼·坦頓 · 印度（IND） | 迪奴卡·卡魯納拉特納 · 斯里兰卡（SRI） |
| 男子單打（詳細） | 西里爾·維爾馬 · 印度（IND） | 阿里亞曼·坦頓 · 印度（IND） | 拉特納吉特·塔芒 · 尼泊尔（NEP） |
| 女子單打（詳細） | 阿什米塔·查利哈 · 印度（IND） | 蓋亞特里·戈比昌德 · 印度（IND） | 阿奇尼·拉特納西里 · 斯里兰卡（SRI） |
| 女子單打（詳細） | 阿什米塔·查利哈 · 印度（IND） | 蓋亞特里·戈比昌德 · 印度（IND） | 迪爾米·迪亞斯 · 斯里兰卡（SRI） |
| 男子雙打（詳細） | 印度（IND） · 克利什那·普拉薩德·加拉加 · 杜鲁夫·卡皮拉                                                                                                  | 斯里兰卡（SRI） · 薩欽·迪亞斯 · 布萬尼卡·古尼特希爾卡 | 尼泊尔（NEP） · 普林斯·達哈爾 · 普拉富·馬哈詹 |
| 男子雙打（詳細） | 印度（IND） · 克利什那·普拉薩德·加拉加 · 杜鲁夫·卡皮拉                                                                                                  | 斯里兰卡（SRI） · 薩欽·迪亞斯 · 布萬尼卡·古尼特希爾卡 | 巴基斯坦（PAK） · 穆罕默德·阿提克 · 拉賈·穆罕默德·哈斯奈 |
| 女子雙打（詳細） | 斯里兰卡（SRI） · 蒂利妮·亨達赫瓦 · 卡文迪·西麗萬內奇                                                                                                   | 斯里兰卡（SRI） · 阿奇尼·拉特納西里 · 烏普里·韋拉辛格 | 印度（IND） · 梅加納·傑坎普迪 · 斯基·雷迪 |
| 女子雙打（詳細） | 斯里兰卡（SRI） · 蒂利妮·亨達赫瓦 · 卡文迪·西麗萬內奇                                                                                                   | 斯里兰卡（SRI） · 阿奇尼·拉特納西里 · 烏普里·韋拉辛格 | 印度（IND） · 庫胡爾·加爾格 · 安諾舒卡·帕雷克 |
| 混合雙打（詳細） | 印度（IND） · 杜鲁夫·卡皮拉 · 梅加納·傑坎普迪 | 斯里兰卡（SRI） · 薩欽·迪亞斯 · 蒂利妮·亨達赫瓦 | 尼泊尔（NEP） · 比卡什·什雷斯塔 · 阿努·瑪雅·拉伊 |
| 混合雙打（詳細） | 印度（IND） · 杜鲁夫·卡皮拉 · 梅加納·傑坎普迪 | 斯里兰卡（SRI） · 薩欽·迪亞斯 · 蒂利妮·亨達赫瓦 | （BAN） · 穆罕默德·薩勒曼·汗 · 烏爾米·阿克特 |

## 外部連結
- Badminton at South Asian Games Nepal 2019 Official Site （页面存档备份，存于）（英文）